# بئر سهالة (شبام)
'

تعديل مصدري - تعديل

بئر سهالة هي إحدى قرى عزلة شبام بمديرية شبام التابعة لمحافظة حضرموت، بلغ تعداد سكانها 59 نسمة حسب تعداد اليمن لعام 2004.